# Oľdza
Oľdza este o comună slovacă, aflată în districtul Dunajská Streda din regiunea Trnava. Localitatea se află la altitudinea de 123 m deasupra n.m., se întinde pe o suprafață de 8,86 km2 și în 2017 număra 498 de locuitori.

## Istoric
Localitatea Oľdza este atestată documentar din 1239.

## Demografie
| An:                | 1994 | 2004    | 2014    | 2024    |
| ------------------ | ---- | ------- | ------- | ------- |
| Număr de persoane: | 263  | 325     | 457     | 641     |
| Diferență:         |      | +23,57% | +40,61% | +40,26% |

| An:                | 2023 | 2024   |
| ------------------ | ---- | ------ |
| Număr de persoane: | 604  | 641    |
| Diferență:         |      | +6,12% |